# Novobisium ingratum
Novobisium ingratum es una especie de arácnido del orden Pseudoscorpionida de la familia Neobisiidae.

## Distribución geográfica
Se encuentra en Alabama y Tennessee en (Estados Unidos).